# 都护暗沙
都护暗沙是南沙群岛东南部一个暗礁，位于司令礁东南约18海里，1935年中华民国水陆地图审查委员会公布的名称为“北毒蛇滩”，1947年中华民国内政部方域司公布的名称和1983年中华人民共和国中国地名委员会公布的标准名称均为“都护暗沙”。西方文献一般称为“North Viper Shoal”或“Seahorse”。

## 名称来源
苏格兰地理学家，英国皇家学会会员，曾经先后担任英国东印度公司与英国海军水道测绘局首席水文专家的亚历山大·达尔林普尔（Alexander Dalrymple，1737–1808） 在1784年出版的Account of shoals in the China sea（中国海滩礁列举）和1786年出版的Memoir of a Chart of the China Sea（中国海海图笔记）记载：英国Viper(毒蛇)号于1769年在8°00 /115°25发现有较高的破浪暗礁群。后来被命名为“North Viper Shoal”（都护暗沙）。